# Nimy
Nimy is een dorp in de Belgische provincie Henegouwen, en een deelgemeente van de Waalse stad Bergen. Nimy was van 1868 toen het afgesplitst werd van Nimy-Maisières een zelfstandige gemeente tot aan de gemeentelijke herindeling van 1971.

## Geografie
Op het grondgebied van Nimy ligt het Grand Large een aangelegde waterplas waar aan watersport gedaan wordt en die ook het vertrekpunt is van het Kanaal Nimy-Blaton-Péronnes en het Centrumkanaal.
De plaats is gelegen aan de rand van de Henegouwse Kempen.

## Bezienswaardigheden
- De Onze-Lieve-Vrouwekerk (Église Notre-Dame) is een classicistisch kerkgebouw van 1789. De toren is van 1708.
- Het Château de la Cense au Bois (ook: Château de la Bruyère) is een neoclassicistisch kasteel, gebouwd in 1860 voor baron Louis Siraut. Na decennia van verval werd het in 1999 hersteld en in gebruik genomen als hotel-restaurant. Het ligt te midden van bossen.

## Natuur en landschap
Nimy ligt in een van oorsprong moerassig gebied in de vallei van de Hene. Parallel daaraan loopt het Centrumkanaal. Nimy is vastgebouwd aan de bebouwing van Bergen. De hoogte aan de kerk is 40 meter.

## Economie
De Faïencerie du Vieux Nimy werd in 1789 opgericht. Hier werd faience vervaardigd. In 1921 werd het bedrijf verkocht aan de Société Céramique te Maastricht en fungeerde als artistiek centrum. In 1951 sloot het bedrijf. Veel producten van het bedrijf zijn te vinden in het Museum van Nimy (Musée du Vieux Nimy).
Nimy kende eind 19e eeuw drie pijpenfabrieken (piperies). Ook van deze fabrieken zijn producten in het museum te vinden.

## Demografische ontwikkeling
- Bronnen:NIS, Opm:1831 tot en met 1970=volkstellingen

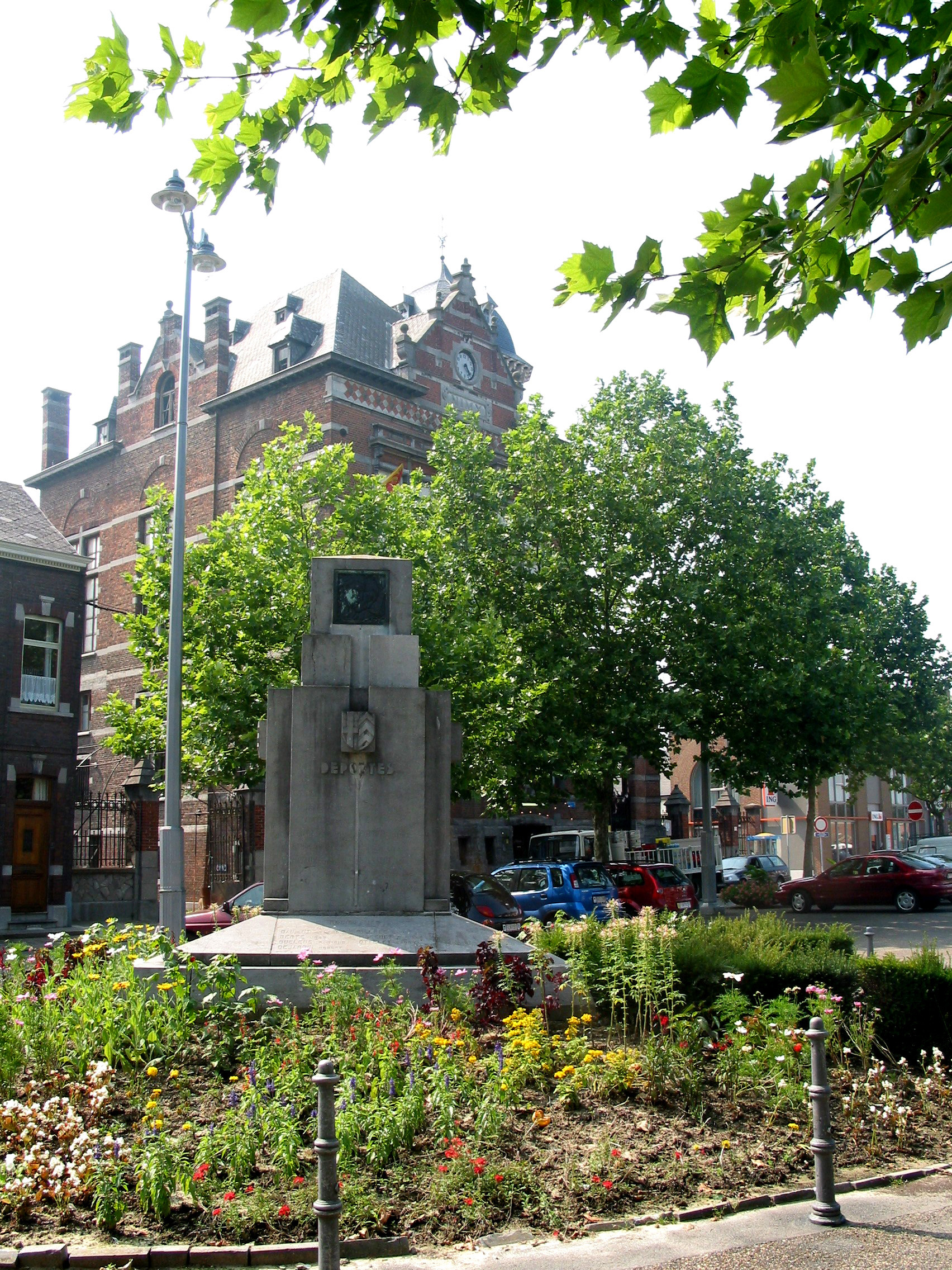
Voormalig raadhuis.
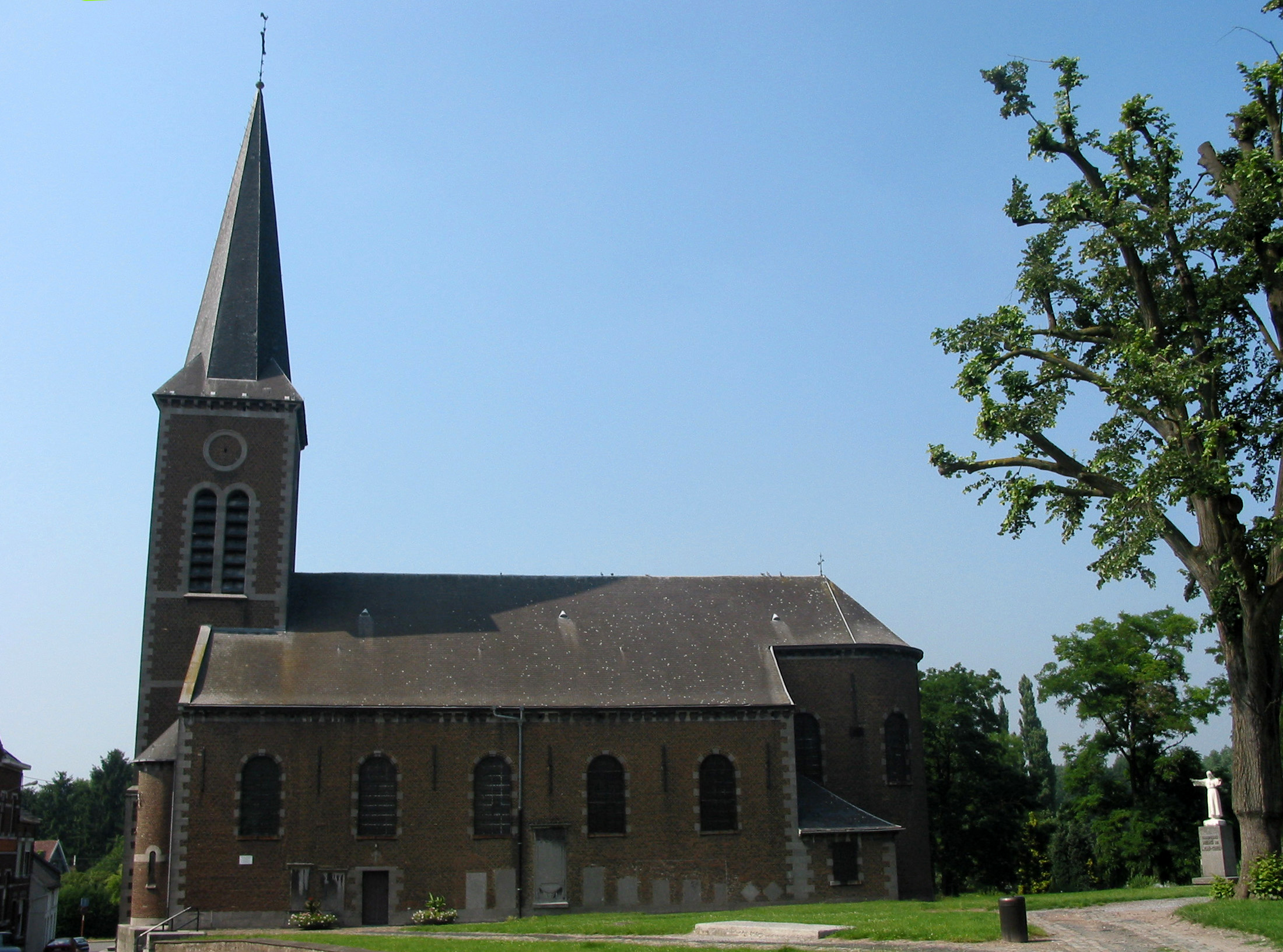
Onze-Lieve-Vrouwekerk

## Nabijgelegen kernen
Bergen, Obourg, Maisières, Ghlin